# Robert Baldwin (acteur)
Pour les articles homonymes, voir Robert Baldwin (homonymie) et Baldwin.
Robert Baldwin (ロバート・ボールドウィン, Robāto Bōrudowin, né le 27 septembre 1965) est un acteur canadien né et travaillant principalement au Japon. Baldwin, né en Eba, Naka-ku, Hiroshima, Préfecture d'Hiroshima, est apparu dans de nombreux films, séries télévisées, publicités et clips vidéo japonais, et travaille aussi au Japon en tant que traducteur, de narrateur et de rédacteur.
En 2005, il est apparu dans Chousei Kantai Sazer-X dans le rôle récurrent de Gordo, assistant de l'un des héros ; dans un entretien avec Tokusatsu Newtype, Baldwin a déclaré qu'il était susceptible d'apparaître dans la quatrième entrée de la Série Chouseishin, ignorant que Sazer-X ne serait pas poursuivi l'année suivante. En 2013, Baldwin est apparu dans Zyuden Sentai Kyoryuger dans le rôle de Ramirez, un ancien membre des héros de l'antiquité.